# Сухой Ромен (приток Ромена)
Сухой Ромен (укр. Сухий Ромен) — правый приток Ромена, расположенный на территории Конотопского района (Сумская область, Украина).

## География
Длина — 13 км. На протяжении всей длины русло реки маловодное и пересыхает, сильно-извилистое. Есть комплекс прудов и озёр. Долина занята лесополосами.
Берёт начало юго-восточнее села Турутино. Река в верховье течёт на северо-восток, далее — на восток. Впадает в водохранилище Ромен на реке Ромен (на 106-м км от её устья) на восточной окраине села Пекари.
Притоки (от истока к устью): безымянные ручьи
Населённые пункты на реке (от истока к устью):
1. Турутино
2. Юровка
3. Пекари